# Michael Hurst
Michael Eric Hurst (1957. szeptember 20.) angliai születésű új-zélandi színész, rendező és író.
Két öccse van. Hétéves volt, mikor családja Angliából az új-zélandi Christchurchbe költözött. Hurstöt szülei beíratták a Papanui Középiskolába, majd a Canterbury Egyetemre, ahova azonban csak egy évig járt. 1988-ban feleségül vette Jennifer Ward-Lealand, szintén új-zélandi színésznőt. Két fiuk született: Jack Louis Ward Hurst 1997-ben, Cameron Lane Ward Hurst pedig 1999-ben.
Elsősorban színpadi és televíziós munkáiról ismert. Nemzetközi ismertségét a Herkules című tévésorozatnak köszönheti, amiben Iolaust alakította. 2009-ben mutatták be a Bitch Slap című filmet, amiben újfent együtt szerepel sorozatbeli partnereivel, Kevin Sorbóval, Lucy Lawlesszel és Renée O’Connorral, ám ezúttal a mozivásznon.
2003-ban Hurstöt az Új-Zélandi Művészeti Alapítvány Laureate-díjjal tüntette ki. 2005-ben jelölték az Új-Zéland-érdemrend képviselőjének „a film és a színház szolgálatáért”.

## Filmszerepei
- 1981. Prisoners
- 1982. Casualties of Peace (TV)
- 1985. Dangerous Orphans
- 1985. Death Warmed Up
- 1985. Hanlon: In Defence of Minnie Dean (TV)
- 1992. The Footstep Man
- 1993. Typhon's People (TV)
- 1993. Desperate Remedies
- 1994. Herkules és az amazonok (TV)
- 1994. Herkules az alvilágban (TV)
- 1994. Herkules Minotaurusz útvesztőjében (TV)
- 1997. The Bar (rövidfilm)
- 1997. A Moment Passing (rövidfilm)
- 1997. Highwater (TV)
- 1998. Herkules és Xena: Harc az Olümposzért (video) /hang/
- 1998. Young Hercules (video)
- 1999. I'll Make You Happy
- 1999. This Is It (TV)
- 2001. Love Mussel (TV)
- 2001. The Man Who Has Everything (TV)
- 2002. Honey (rövidfilm)
- 2003. Murder on the Blade (TV)
- 2004. Fracture
- 2004. Hold the Anchovies (video) (rövidfilm)
- 2007. The Last Magic Show
- 2007. We're Here to Help
- 2007. The Tattooist
- 2008. The Map Reader
- 2009. Bitch Slap

## Sorozatszerepei
- 1983. Both Sides of the Fence, kilencedik epizód
- 1984. Heroes
- 1990. The New Adventures of Black Beauty, The Birdman című epizód
- 1990. Shark in the Park, Acting Sergeant című epizód
- 1990. The Ray Bradbury Theater, The Toynbee Convector és The Long Rain című epizódok
- 1991. For the Love of Mike, hatodik epizód
- 1995. Herkules
- 1995. Xena: A harcos hercegnő, Prometheus, Athens City Academy for the Performing Bards, Mortal Beloved, The Quest és You Are There című epizódok
- 1998. Young Hercules, A Lady in Hades című epizód
- 1999. Duggan, A Shadow of Doubt: Part 1 és A Shadow of Doubt: Part 2 című epizódok
- 2000. Topp Twins III, egy epizód
- 2000. Jack of All Trades, Shark Bait című epizód
- 2002. Androméda, The Knight, Death and the Devil című epizód
- 2002. Mataku, The Final Plume című epizód
- 2003. Shortland Street, tíz epizód
- 2003. Power Rangers Ninja Storm /hang/
- 2005. Power Rangers S.P.D., Robotpalooza című epizód /hang/
- 2005. Maddigan's Quest, tizenkét epizód
- 2006. Going, Going, Gone
- 2007. The Adventures of Voopa the Goolash
- 2009. A hős legendája, Revenant című epizód

## Díjai
- New Zealand Film and TV Awards
  - 1997. Legjobb drámai alakítás: Herkules
  - 1999. Legjobb rendező (vígjáték): Herkules, …And Fancy Free című epizód